# Villa Corzo
Villa Corzo è un comune del Messico, situato nello stato di Chiapas.